# 邱禮濤
邱禮濤 博士（英語：Herman Yau Lai To，1961年7月13日—），香港電影導演、攝影指導、編劇、製片及演員，現為香港專業電影攝影師學會成員和香港電影導演會會員。 邱禮濤籍貫廣東潮州，早年於香港島堅尼地城一帶成長，曾就讀聖貞德中學，其後於香港浸會學院傳理系修讀電影，並先後於嶺南大學取得文化研究碩士及哲學博士學位。
邱禮濤自1987年執導首部電影《靚妹正傳》以來，至今已參與超過80部電影製作，涵蓋驚慄片、警匪片、喜劇等多種類型，以高效率及成本控制聞名，被業界譽為「快靚正」導演。其早期作品如《八仙飯店之人肉叉燒包》（1993年）及《伊波拉病毒》（1996年）以邪典電影風格獲得國際影評關注，而《陰陽路》系列（1997年起）則成為香港長壽恐怖片代表作。 
除商業電影外，邱禮濤亦拍攝社會議題作品如《等候董建華發落》（2001年），該片曾入選柏林影展並獲國際天主教視聽協會頒發「金炬獎」。 近年他執導的《拆彈專家》（2017年）及《掃毒2天地對決》（2019年）均創下港產片在中國大陸票房紀錄，後者更代表香港角逐奧斯卡最佳國際影片獎。
邱禮濤同時活躍於電影教育及文化研究領域，曾任多間大專院校電影課程導師，並擔任香港藝術發展局及香港國際電影節專業顧問。2018年獲嶺南大學頒發「傑出校友服務獎」，2020年獲香港浸會大學授予「榮譽大學院士」銜。

## 背景
邱禮濤籍貫廣東潮州，早年在香港島堅尼地城近卑路乍街一帶長大，就讀八達書院（幼稚園部，1965年入讀，1967年畢業）、聖貞德中學（現址為羅便臣道樂信臺的舊校舍）。他於1981年至1984年於香港浸會學院傳理系修讀電影，後於2008年嶺南大學取得文化研究碩士學位，2015年再於同校取得文化研究哲學博士學位。
他執導過80部以上的各類型的電影，包括驚慄片、勵志片、喜劇片、警匪片等，早年多是較低成本的製作。邱禮濤的高效率，使得自己成為行內的「快靚正」，而他往往在作品上不超出預算，甚至節約不少，而不少作品又有水準，所以是香港一個頗受電影投資商歡迎的導演。
1983年夏天，邱禮濤在亞洲電視當了3個月的助理編導。1987年，擔任電影《英雄好漢》的攝影。邱禮濤初期所拍的電影，多數是黃泰來執導，邱也稱黃為師傅，感激黃當年竟然大膽採用一個入行不久沒有經驗並且行動不便的他並傳授技藝，事關邱禮濤患有小兒麻痺症，導致有長短腳問題。1987年首次執導電影《靚妹正傳》。
在1990年代以拍攝三級片《八仙飯店之人肉叉燒包》等而聞名，《八仙飯店之人肉叉燒飽》和《伊波拉病毒》更被歐美影評人和觀眾譽為邪典電影或同類電影的經典。之後的《陰陽路》系列則是帶有搞笑性質的恐怖片。1997、1998年間參與香港電台電視部劇集《法門》和《拯救行動九九九》的拍攝。2003和2007年，應香港廉政公署之邀請，執導該署《廉政行動》電視單元劇集。
同時邱禮濤是個音樂迷，凡是流行音樂，尤其鍾情搖滾音樂，甚至在20歲之前，每次購買香港國際電影節的票，都是為了看一些和音樂有關的電影。當然，他本人後來也和張學友、黃秋生、許志安等歌手、國際知名爵士樂手Eric Marienthal也曾合作MTV。
2001年，改編自同名紀實小說，描寫沒有刑期的少年犯的《等候董建華發落》除了曾應邀參加第五十一屆柏林影展成為Panorama的開幕電影外，更獲國際天主教視聽協會（OCIC）人道關懷優良華語電影「金炬獎」。
他執導的《奪舍》、《陰陽路之升棺發財》、《等候董建華發落》、《反收數特遣隊》及《黑白道》分別獲選為1997、1998、2001、2002及2006年度香港電影評論學會大獎的推薦電影。
除了當導演之外，他亦是一位作家和雜誌撰稿人。近年導演的電影（如《Laughing Gor》系列電影和《同門》等）都獲得好評，但也有一些作品曾經入選金話梅電影選舉（如《死神傻了》）。
2018年，邱禮濤憑《拆彈專家》首次獲香港電影金像獎最佳導演及最佳電影提名。2019年，與周星馳聯合導演的《新喜劇之王》上映。2019年执导由刘德华和古天乐主演的动作片《掃毒2天地對決》，中国大陆收获13.12亿元人民币成为港产片大陆市场票房冠军，并代表香港角逐第92届奥斯卡金像奖最佳国际影片奖。
2020年1月，邱禮濤獲香港浸會大學頒授“榮譽大學院士”榮銜。同年12月，《拆彈專家》的續集《拆弹专家2》上映获得好评与票房佳绩，中国大陆票房收入13.14亿元，超越《扫毒2》成为新的港产片大陆市场票房冠军。

## 電影作品

### 導演
| 年份   | 中文片名                    | 職銜       | 主演                                                 | 港澳票房(港元) | 大陸票房(人民幣) | 備註                                                                                                   |
| 1987   | 靚妹正傳                    | 導演       | 楊羚、區海倫、施偉然                                 | 1,493,925      |                  | |
| 1991   | 中環英雄                    | 導演       | 劉德華、梁朝偉、毛舜筠、袁潔瑩                       | 13,402,221     |                  | |
| 1992   | 飛虎精英之人間有情          | 編劇、導演 | 張學友、吳孟達、鄭秀文                               | 6,422,069      |                  | |
| 1993   | 太子傳說                    | 導演       | 張學友、關之琳、劉嘉玲、李克勤                       | 6,917,896      |                  | 明月照尖東續集                                                                                         |
| 1993   | 八仙飯店之人肉叉燒包        | 導演       | 黃秋生、李修賢                                       | 15,763,018     |                  | 著名cult片 第13屆香港電影金像獎最佳男主角 根據八仙飯店滅門案及鰂魚涌福昌樓殺人放火案改編               |
| 1993   | 的士判官                    | 編劇、導演 | 黃秋生、榮光、吳孟達、朱茵                           | 4,975,745      |                  | |
| 1994   | 山雞變鳳凰                  | 導演       | 劉青雲、毛舜筠                                       | 2,612,726      |                  | |
| 1994   | 初生之犢                    | 導演       | 李修賢                                               | 5,072,515      |                  | |
| 1994   | 夢差人                      | 導演       | 黃秋生、許志安、王馨平                               | 1,335,161      |                  | |
| 1995   | 真相                        | 導演       | 何家勁、郭可盈                                       | 2,418,503      |                  | |
| 1995   | 馬路英雄II非法賽車          | 導演       | 張智霖、李麗珍、黃秋生、伍詠薇                       | 2,146,115      |                  | |
| 1995   | 公僕II                      | 導演       | 李修賢、周文健、黃栢文                               | 5,551,786      |                  | |
| 1996   | 驚變                        | 導演       | 任達華、溫碧霞                                       | 7,533,230      |                  | |
| 1996   | 伊波拉病毒                  | 導演       | 黃秋生、陳妙瑛                                       | 1,578,700      |                  | 著名cult片                                                                                             |
| 1996   | 超級中國龍                  | 導演       | 釋小龍、郝劭文、徐若瑄                               | 386,225        |                  | |
| 1996   | 洪興仔之江湖大風暴          | 導演       | 梁朝偉、陳小春、李若彤                               | 12,028,513     |                  | 古惑仔電影系列外傳                                                                                     |
| 1997   | 奪舍                        | 導演       | 李修賢、于莉、黃子華、蔡少芬                         | 4,062,425      |                  | |
| 1997   | 陰陽路                      | 導演       | 雷宇揚、古天樂                                       | 5,964,440      |                  | 著名鬼片 陰陽路系列第一集                                                                              |
| 1997   | 陰陽路之我在你左右          | 導演       | 雷宇揚、古天樂                                       | 6,549,120      |                  | 陰陽路系列第二集                                                                                       |
| 1998   | 陰陽路之升棺發財            | 導演       | 雷宇揚、古天樂                                       | 5,730,755      |                  | 陰陽路系列第三集                                                                                       |
| 1998   | 陰陽路4與鬼同行             | 導演       | 雷宇揚、古天樂                                       | 4,420,030      |                  | 陰陽路系列第四集                                                                                       |
| 1999   | 陰陽路五之一見發財          | 導演       | 雷宇揚、古天樂                                       | 3,141,135      |                  | 陰陽路系列第五集                                                                                       |
| 1999   | 愛情夢幻號                  | 導演       | 劉德華、石田光                                       | 8,889,770      |                  | |
| 1999   | 陰陽路之凶周刊              | 導演       | 古天樂、黎姿、雷宇揚、羅蘭                           | 2,520,767      |                  | 陰陽路系列第六集                                                                                       |
| 1999   | 四人幫之錢唔夠洗            | 導演       | 李修賢、李燦森、陳法蓉、盧惠光                       | 92,668         |                  | |
| 1999   | 夜叉                        | 導演       | 古天樂、柯受良、陳小春、葉佩雯                       | 1,228,689      |                  | |
| 2001   | 老夫子2001                  | 編劇、導演 | 謝霆鋒、張柏芝                                       | 18,360,926     |                  | |
| 2001   | 等候董建華發落              | 導演       | 李尚文、艾敬、鄧樹榮                                 | 179,425        |                  | 第21屆香港電影金像獎最佳男配角提名                                                                     |
| 2001   | 7號差館                     | 編劇、導演 | 許志安、李麗珍、雷宇揚、張達明                       | 2,437,326      |                  | |
| 2001   | 殺科                        | 編劇、導演 | 許志安、李麗珍                                       | 467,436        |                  | |
| 2002   | 風流家族                    | 編劇、導演 | 張家輝、盧巧音                                       | 287,996        |                  | |
| 2002   | 反收數特遣隊                | 導演       | 李修賢、Brian、盧惠光、許紹雄、楊天經                | 133,835        |                  | |
| 2003   | 給他們一個機會              | 編劇、導演 | 許志安                                               | 422,616        |                  | |
| 2004   | 男上女下                    | 編劇、導演 | 陳小春、盧巧音、鄧健泓、利嘉兒                       | 520,046        |                  | |
| 2004   | 這個阿爸真爆炸              | 編劇、導演 | 梁家輝、蔡卓妍                                       | 4,784,303      |                  | |
| 2004   | 驚心動魄                    | 編劇、導演 | 方中信、鍾麗緹                                       | 148,614        |                  | |
| 2004   | 失驚無神                    | 導演       | 蕭正楠、吳浩康                                       | 299,336        |                  | |
| 2004   | 子夜冰封                    | 編劇、導演 | 張達明、黎耀祥                                       |                |                  | |
| 2005   | 疑神疑鬼                    | 導演       | 劉燁、徐熙媛                                         |                |                  | 中國電影                                                                                               |
| 2006   | 半醉人間                    | 導演       | 盧巧音、黃婉伶                                       | 305,693        |                  | |
| 2006   | 終極忍者                    | 編劇、導演 | 黃聖依、魔裟斗、白田久子、黃子華                     | 24,835         |                  | |
| 2006   | 黑白道                      | 編劇、導演 | 張家輝、黃秋生、吳鎮宇、李彩華                       | 2,453,536      |                  | |
| 2007   | 人在江湖                    | 導演       | 張智霖、張達明                                       |                |                  | |
| 2007   | 降頭                        | 編劇、導演 | 鄭浩南、邵美琪                                       | 2,309,048      |                  | |
| 2007   | 性工作者十日談              | 編劇、導演 | 朱茵、余安安、蔣雅文、董敏莉、鄧健泓、湯寶如、李逸朗 | 685,342        |                  | |
| 2008   | 三不管                      | 導演       | 林家棟、田蕊妮、連凱、方皓玟                         |                |                  | |
| 2008   | 性工作者2 我不賣身·我賣子宮 | 編劇、導演 | 黃秋生、劉美君、黃婉佩、森美                         | 606,205        |                  | |
| 2009   | 頭七                        | 編劇、導演 | 林家棟、葉璇、張智霖、張兆輝                         | 72,545         |                  | |
| 2009   | Laughing Gor之變節          | 導演       | 黃秋生、吳鎮宇、謝天華、黃日華、陳法拉、元彪         | 15,662,535     |                  | 第29屆香港電影金像獎最佳新演員提名                                                                     |
| 2009   | 死神傻了                    | 導演       | 謝安琪、陸永、陳偉霆、周秀娜                         | 533,893        |                  | |
| 2009   | 同門                        | 編劇、導演 | 余文樂、江若琳、杜汶澤                               | 4,413,033      |                  | |
| 2010   | 花田囍事2010                | 導演       | 古天樂、吳君如、楊穎、熊黛林                         | 15,544,970     |                  | 賀歲片                                                                                                 |
| 2010   | 葉問前傳                    | 導演       | 杜宇航、樊少皇、洪金寶、元彪、葉準                   | 6,963,853      |                  | 第30屆香港電影金像獎最佳新演員提名                                                                     |
| 2011   | 競雄女俠·秋瑾               | 導演       | 黃奕、黃秋生                                         | 811,342        |                  | 中國電影                                                                                               |
| 2011   | Laughing Gor之潛罪犯        | 導演       | 吳鎮宇、謝天華、杜汶澤、黃宗澤、徐子珊、文詠珊       | 6,865,798      |                  | |
| 2012   | 高舉·愛                     | 編劇、導演 | 江若琳、杜汶澤                                       | 1,298,130      |                  | 第32屆香港電影金像獎最佳女主角提名                                                                     |
| 2012   | 青魇                        | 導演       | 薛凱琪                                               |                |                  | 中國電影                                                                                               |
| 2013   | 葉問終極一戰                | 導演       | 黃秋生、鍾欣桐、陳小春、曾志偉、周定宇               | 8,740,451      |                  | 第33屆香港電影金像獎最佳男主角提名                                                                     |
| 2014   | 重生                        | 導演       | 邵美琪、黃德斌、李逸朗、梁祖儀                       | 94,992         |                  | |
| 2014   | 青春鬥                      | 導演       | 吳千語、徐正曦、林德信、盛君、張楚楚                 | 203,986        |                  | |
| 2015   | 浮華宴                      | 導演       | 古天樂                                               | 4,673,759      |                  | 賀歲片                                                                                                 |
| 2015   | 雛妓                        | 導演       | 蔡卓妍、任達華                                       | 17,436,137     |                  | 第34屆香港電影金像獎最佳女主角提名                                                                     |
| 2016   | 選老頂                      | 導演       | 杜汶澤、王宗堯、姜皓文                               | 6,180,694      |                  | 原名選老坐                                                                                             |
| 2016   | 兇手還未睡                  | 導演       | 林家棟、文詠珊、許志安、余安安                       | 1,062,936      |                  | |
| 2017   | 拆彈專家                    | 編劇、導演 | 劉德華、姜武、宋佳、姜皓文、吳卓羲                   | 25,360,088     |                  | 第37屆香港電影金像獎最佳電影、最佳導演、最佳男主角等7項提名                                            |
| 2017   | 失眠                        | 導演       | 黃秋生、林家棟、衛詩雅                               | 4,314,866      |                  | |
| 2017   | 原諒他77次                  | 導演       | 周柏豪、蔡卓妍、鍾欣潼、衛詩雅                       | 14,503,442     |                  | |
| 2017   | 常在你左右                  | 編劇、導演 | 古天樂、張智霖、林家棟、蔡卓妍、佘詩曼               | 4,226,606      |                  | |
| 2018   | 洩密者                      | 導演       | 吳鎮宇、張智霖、佘詩曼                               | 3,243,411      |                  | |
| 2019   | 家和萬事驚                  | 導演       | 吳鎮宇                                               | 1,495,988      | 3.2千萬          | |
| 2019   | 新喜劇之王                  | 聯合導演   | 王寶強、鄂靖文                                       | 22,518,784     | 6.2億            | |
| 2019   | 掃毒2天地對決               | 編劇、導演 | 劉德華、古天樂、苗侨伟、林嘉欣                       | 24,926,616     | 13.1億           | 中国大陆收获13.12亿元人民币成为当时港产片大陆市场票房冠军 代表香港角逐第92届奥斯卡金像奖最佳国际影片奖 |
| 2020   | 拆彈專家2                   | 編劇、導演 | 劉德華、劉青雲、倪妮、谢君豪                         | 19,482,857     | 13.15億          | 中国大陆票房13.14亿元人民币成为新的港产片大陆市场票房冠军                                              |
| 2021   | 感動她77次                  | 導演       | 蔡卓妍、周柏豪                                       | 4,331,004      | 3.2千萬          | |
| 2023   | 絕地追擊                    | 導演       | 欧豪、谷嘉诚、俞灏明                                 | 180,087        | 2.9千萬          | |
| 2023   | 掃毒3人在天涯               | 導演       | 古天樂、劉青雲、郭富城                               | 14,702,012     | 2.85億           | |
| 2023   | 暗殺風暴                    | 導演       | 古天樂、張智霖、吳鎮宇、胡杏兒、周秀娜               | 5,882,698      | 8千萬            | |
| 2023   | 莫斯科行動                  | 導演       | 劉德華、張涵予、黃軒、文詠珊、谷嘉誠                 | 481,300        | 6.64億           | |
| 2024   | 談判專家                    | 導演       | 劉青雲、吳鎮宇、苗僑偉、洪天明、黃德斌               | 21,597,547     | 1.56億           | |
| 2024   | 海關戰線                    | 導演       | 謝霆鋒、劉雅瑟                                       | 13,589,412     | 1.29億           | |
| 2025   | 獵金遊戲                    | 導演       | 劉德華、歐豪、蔣夢婕                                 |                |                  | |
| 待上映 | 戰疫天使                    | 導演       | 劉德華、杨子珊                                       |                |                  | |
| 待上映 | 拆彈專家3                   | 導演       | 劉德華                                               |                |                  | 籌備中                                                                                                 |

### 攝影
| - 1988年：《法內情》 - 1988年：《法中情》 - 1988年：《一樓一故事》 - 1989年：《愛人同志》 - 1989年：《三狼奇案》 - 1989年：《我在黑社會的日子》 - 1991年：《猛鬼入侵黑社會》 - 1991年：《魔畫情》 - 1992年：《女黑俠黃鶯》 - 1992年：《明月照尖東》 - 1992年：《太子爺出差》 - 1992年：《神算》 - 1993年：《太子傳說》 - 1993年：《一代梟雄之三支旗》 - 1994年：《晚9朝5》 - 1995年：《馬路英雄II非法賽車》 - 1995年：《爆炸令》 - 1997年：《最佳拍檔之醉街拍檔》 | - 1998年：《9413》 - 2000年：《笨小孩》 - 2000年：《順流逆流》（共同攝影指導：高照林） - 2001年：《蜀山傳》（共同攝影指導：潘恒生、嚴偉綸） - 2002年：《殭屍大時代》 - 2003年：《低一點的天空》 - 2004年：《散打》 - 2005年：《非常青春期》 - 2005年：《七劍》 - 2006年：《戀愛初歌》 - 2006年：《黑拳》 - 2007年：《醒獅》 - 2008年：《奪帥》 - 2009年：《短暫的生命》 - 2009年：《永久居留》 - 2010年：《滅門》 - 2010年：《殭屍新戰士》 - 2011年：《愛很爛》 |

### 監製
- 2017年：《何日君再来》
- 2022年：《給我1天》
- 待上映：《猎毒》

### 執行監製
- 2018年：《G殺》

## 電視劇作品

### 導演
- 2004年：《廉政行動2004》單元四：《獵戶天龍》
- 2014年：《廉政行動2014》單元三：《財迷》
- 2016年：《廉政行動2016》

### 助理編導
- 1983年：《大家HAPPY》

## 外部連結
- 邱禮濤 個人網站 （页面存档备份，存于）
- 邱禮濤在互联网电影资料库（IMDb）上的資料（英文）
- 在AllMovie上邱禮濤的頁面（英文）
- 邱禮濤在香港影庫上的簡介
- 邱禮濤在豆瓣上的资料（简体中文）
- 邱禮濤在时光网上的簡介（简体中文）